# جان استیل
جان استیل (انگلیسی: John Steel؛ 1895 – 1 آوریل ۱۹۵۳ (۵۷−۵۸ سال)) بازیکن فوتبال اهل بریتانیا بود.
از باشگاه‌هایی که در آن بازی کرده‌است می‌توان به باشگاه فوتبال برنتفورد و باشگاه فوتبال نلسون اشاره کرد.